# Biemna chilensis
Biemna chilensis är en svampdjursart som beskrevs av Thiele 1905. Biemna chilensis ingår i släktet Biemna och familjen Desmacellidae.
Artens utbredningsområde är havet utanför Chile. Inga underarter finns listade i Catalogue of Life.